# Resolutie 2170 Veiligheidsraad Verenigde Naties
Resolutie 2170 van de Veiligheidsraad van de Verenigde Naties werd unaniem door de VN-Veiligheidsraad aangenomen op 15 augustus 2014. De Veiligheidsraad veroordeelde de terreurgroepen Islamitische Staat in Irak en de Levant (ISIL) en Al-Nusra Front (ANF) en plaatste zes van hun leden op de Al Qaida-sanctielijst, wat de bevriezing van hun financiële middelen, een reisverbod en een wapenembargo inhield. De leider van ISIL, Abu Bakr al-Baghdadi, stond al sedert 2011 op deze lijst.

## Achtergrond
Nadat de Verenigde Staten in 2003 Irak waren binnengevallen en er het bestuur hadden overgenomen, verzeilde het land in een spiraal van sektarisch geweld en terreuraanslagen. In datzelfde jaar ontstond de terreurgroep Islamitische Staat in Irak en de Levant, een afsplitsing van Al Qaida. Toen in 2011 de burgeroorlog in buurland Syrië uitbrak, werd de groepering ook daar actief. In 2014 begon het een gewelddadig offensief tegen het nieuwe Iraakse leger en veroverde een groot deel van het land.
Begin 2012 werd de Al Qaida-afdeling in Syrië, Al-Nusra Front genaamd, opgericht. Het werd een van de strijdende partijen in Syrië en stond bekend om het grof geweld tegen de niet-soennitische bevolking. In 2013 was sprake van een samengaan met ISIL, maar het draaide uit op geweld tussen de twee, waarop Al Qaida zich van ISIL distantieerde.

## Inhoud
Delen van Irak en Syrië stonden onder controle van het ISIL en het ANF, met instabiliteit, sektarische spanningen, een humanitaire ramp en miljoenen vluchtelingen tot gevolg. Men veroordeelde ISIL's extremistische ideologie, de grove mensenrechtenschendingen die door de organisatie werden gepleegd, het viseren van de bevolking, de inzet van kindsoldaten, seksueel geweld en de vernietiging van culturele en religieuze plaatsen.
De veroordeling van deze en andere aan Al Qaida gelieerde entiteiten werd herhaald, alsook de sancties tegen hen die in resolutie 2161 nog waren aangescherpt. Men was evenwel bezorgd om de financiële en andere middelen die ISIL, ANF en andere groepen bekwamen – onder meer met de olievelden die ze onder controle hadden – en de buitenlandse terreurstrijders die hen kwamen versterken. Ook werden ontvoeringen en gijzelingen om losgeld of politieke toezeggingen sterk veroordeeld.
Geeïst werd dat ISIL, ANF en alle andere aan Al Qaida gelieerde groeperingen onmiddellijk het geweld staakten, ontwapenden en werden opgedoekt. Ook moesten alle buitenlandse strijders zich terugtrekken. De lidstaten werden gevraagd maatregelen te nemen om het vertrek van terreurstrijders naar Syrië en Irak tegen te gaan.
ISIL werd gezien als een splintergroep van Al Qaida en was daarom, net als ANF, onderworpen aan het Al Qaida-sanctieregime. Zes personen gelieerd aan Al Qaida, ISIL en/of ANF, en opgesomd in een bijlage bij de resolutie, werden toegevoegd aan de Al Qaida-sanctielijst omdat ze strijders aantrokken en deelnamen aan de financiering, planning, ondersteuning, voorbereiding of uitvoering van terreuracties.

## Verwante resoluties
- Resolutie 2165 Veiligheidsraad Verenigde Naties over Syrië.
- Resolutie 2169 Veiligheidsraad Verenigde Naties over Irak.
- Resolutie 2178 Veiligheidsraad Verenigde Naties
- Resolutie 2191 Veiligheidsraad Verenigde Naties

Lijst ·  2133 ·  2134 ·  2135 ·  2136 ·  2137 ·  2138 ·  2139 ·  2140 ·  2141 ·  2142 ·  2143 ·  2144 ·  2145 ·  2146 ·  2147 ·  2148 ·  2149 ·  2150 ·  2151 ·  2152 ·  2153 ·  2154 ·  2155 ·  2156 ·  2157 ·  2158 ·  2159 ·  2160 ·  2161 ·  2162 ·  2163 ·  2164 ·  2165 ·  2166 ·  2167 ·  2168 ·  2169 ·  2170 ·  2171 ·  2172 ·  2173 ·  2174 ·  2175 ·  2176 ·  2177 ·  2178 ·  2179 ·  2180 ·  2181 ·  2182 ·  2183 ·  2184 ·  2185 ·  2186 ·  2187 ·  2188 ·  2189 ·  2190 ·  2191 ·  2192 ·  2193 ·  2194 ·  2195